# Франсуа I де Монморанси-Алло
Франсуа I де Монморанси (фр. François I de Montmorency; ум. после 1 октября 1559) — сеньор де Алло, основатель линии сеньоров де Алло, де Бутвиль, герцогов де Бофор-Монморанси и Монморанси-Люксембург.
Второй сын Клода де Монморанси-Фоссё и Анны д’Омон.
Грамотой, данной в Шамбли 28 февраля 1545 получил от родителей земли Фоссё, Отвиль, Ленуаль и другие, расположенные в Артуа, но передача не состоялась, так как старший брат Пьер I заявил протест, ссылаясь на право первородства. В результате Франсуа достались сеньории Отвиль, Алло, Рош-Мийе и Кревкёр-ан-Ож.
Был штатным виночерпием короля, капитаном 50 воинов ордонансной роты, и рыцарем ордена Святого Михаила.

## Семья
1-я жена: Жанна де Мондрагон, дочь Троилюса де Мондрагона
Дети:
- Франсуа II де Монморанси-Алло (ум. 1592). Жена 1) (до 1585): Мария де Нуайян; 2) Клод Эбер д'Оссонвийе
- Жан де Монморанси, сеньор де Кревкёр. Губернатор Кана и Фалеза, рыцарь ордена Святого Михаила. Жена: Жоссин д'Офинье. Брак бездетный
- Луи де Монморанси-Бутвиль (ум. 1615), сеньор де Бутвиль, граф де Люс. Жена (4.10.1593): Шарлота Катрин де Люс, дочь графа Шарля де Люса и Клод де Сен-Желе де Лансак, дамы де Преси

2-я жена: Луиза де Жебер дю Риво, дочь Рене де Жебера, сеньора дю Риво, и Анны де Лоре
Дочь:
- Маргарита де Монморанси, дама де Ла Рош-Мийе. Муж (26.06.1589): Рене де Руселле, сеньор де Саше